# Volta dels Jueus
La Volta dels Jueus és un conjunt arquitectònic situat al carrer del Portal Nou, 21 i 23 de Barcelona, catalogat com a bé cultural d'interès local.

## Història
El 1780, l'estorer Josep Espiell, propietari de l'actual núm. 21, va demanar permís per a fer-hi reformes i remuntar un pis al carrer del Portal Nou. El 1867, la propietat va ser posada en subhasta per un litigi contra el seu descendent Rafael Espiell i Ruiz.
El 1795, el blanquer Bartomeu Raset, propietari de l'actual núm. 23, va demanar permís per a aixecar-hi un quart pis destinat a obrador i fer-hi altres reformes. El 1859, el fabricant de midó Llorenç Padró i Fatjó va demanar permís per a convertir el quart pis en habitatges, segons el projecte de l'arquitecte Josep Casademunt.

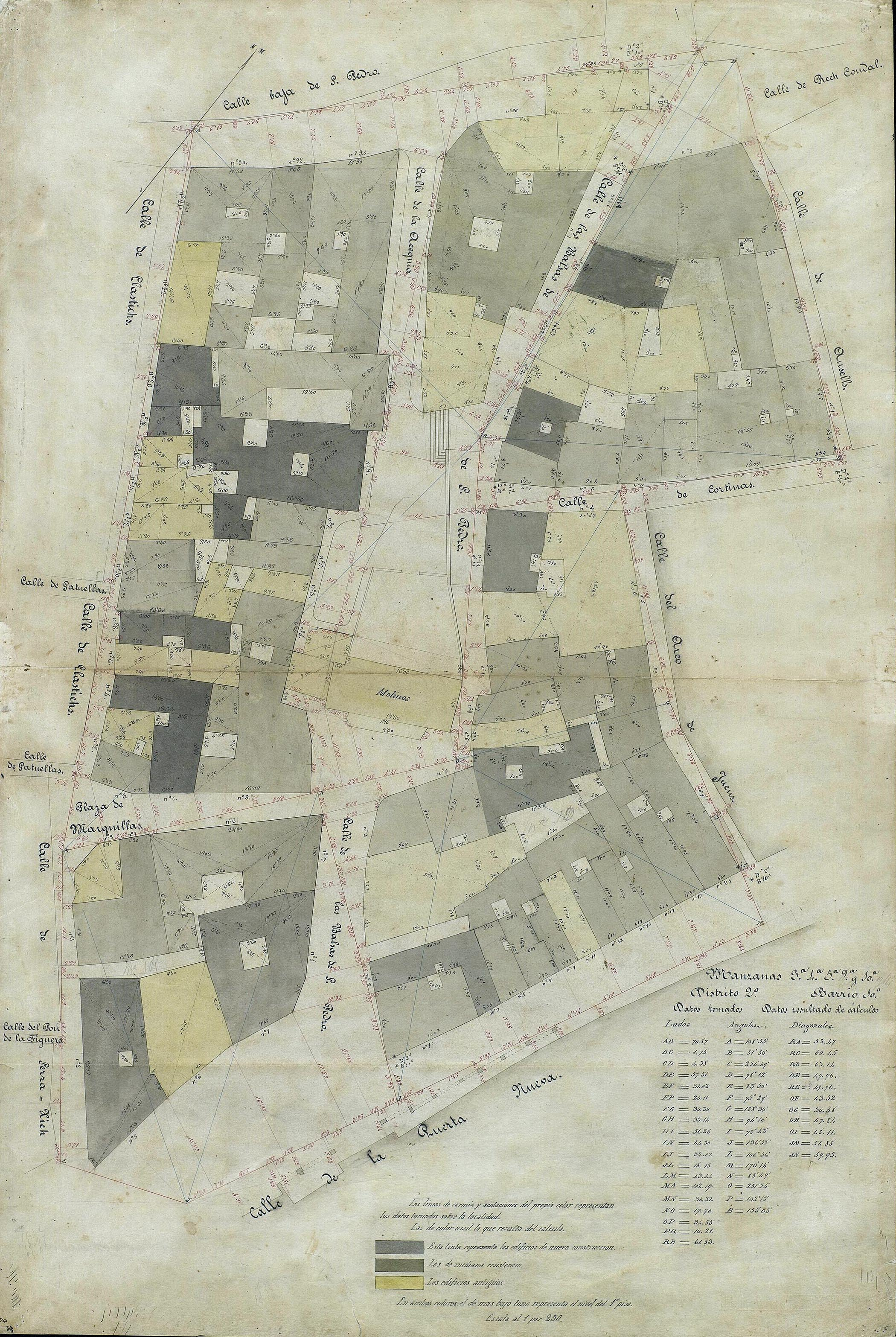
Quarteró núm. 37 de Garriga i Roca (c. 1860)

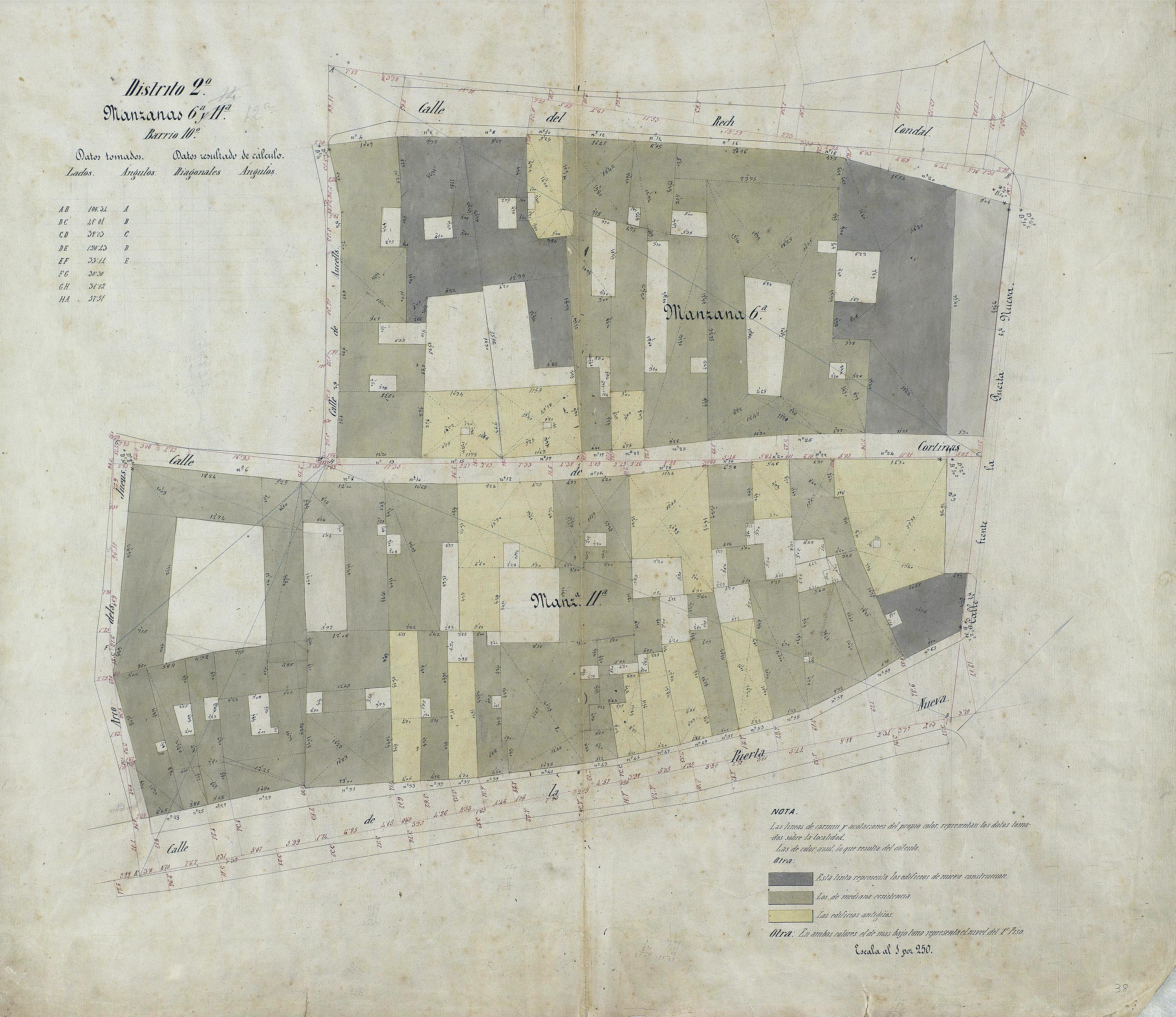
Quarteró núm. 38 de Garriga i Roca (c. 1860)

## Descripció
El carrer de la Volta dels Jueus s'obre al del Portal Nou mitjançant un pas cobert, constituït per dos arcs carpanells de pedra que sostenen un bigam de fusta. Correspon a parts iguals a dos edificis: el núm. 21, de planta baixa i quatre pisos i amb balcons de llosana de pedra, i el núm. 23, de planta baixa i quatre pisos amb balcons d'obra, sota un dels quals hi ha inscrita la data 1756.